# Sandra Šarić
Sandra Šarić, née 8 mai 1984 à Senj est une taekwondoïste croate. Elle a obtenu la médaille de bronze lors des Jeux olympiques d'été de 2008 dans la catégorie des moins de 67 kg.
Šarić a également été Championne d'Europe en 2008 à Rome en moins de 72 kg et est montée plusieurs fois sur le podium des Championnats du monde (médaille d'argent en 2003 et médaille de bronze en 2005, 2007 et 2009).